# St. Marien (Hannover-Nordstadt)

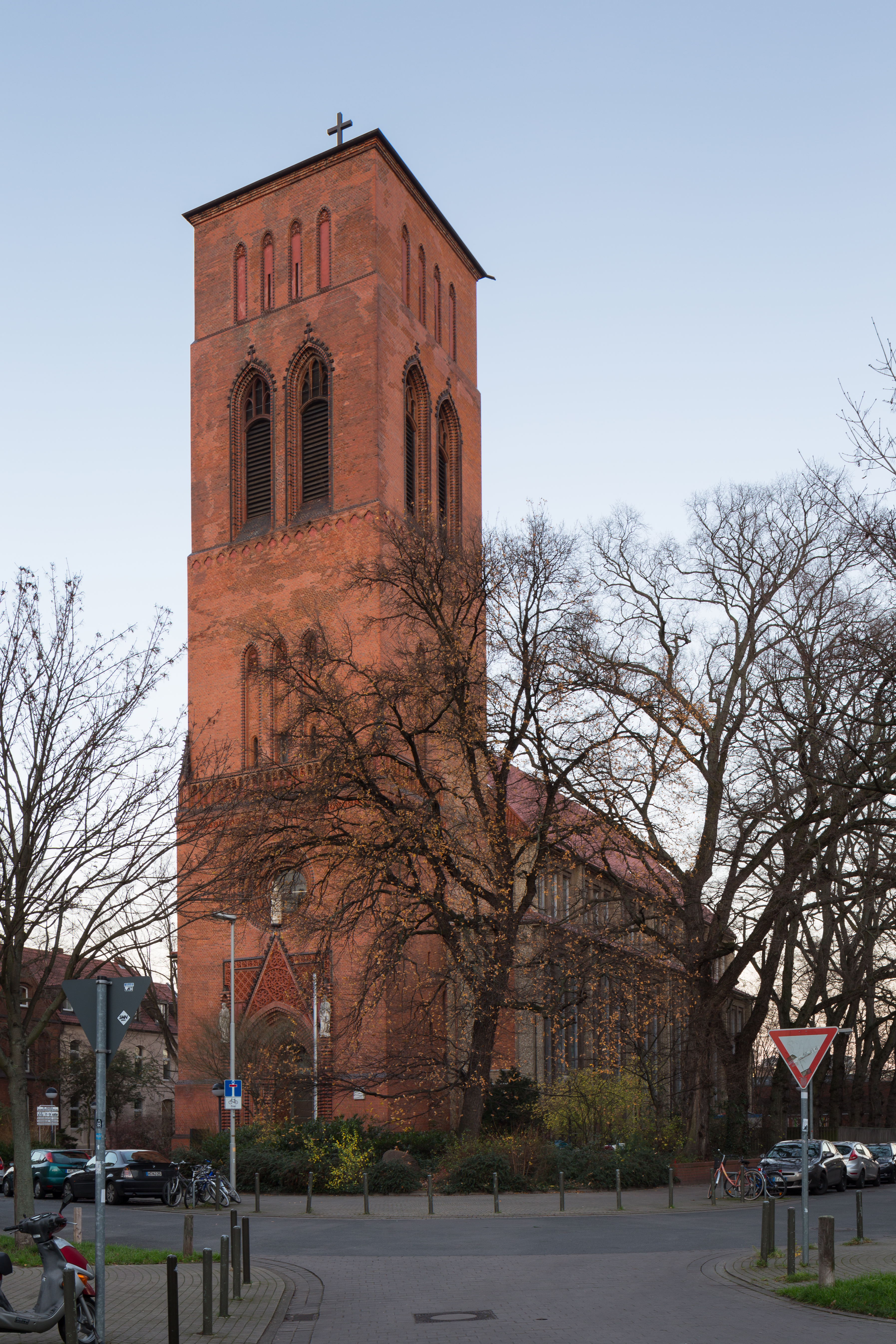
Wiederaufgebaute Kirche, Turm mit dem Nachkriegs-Flachdach

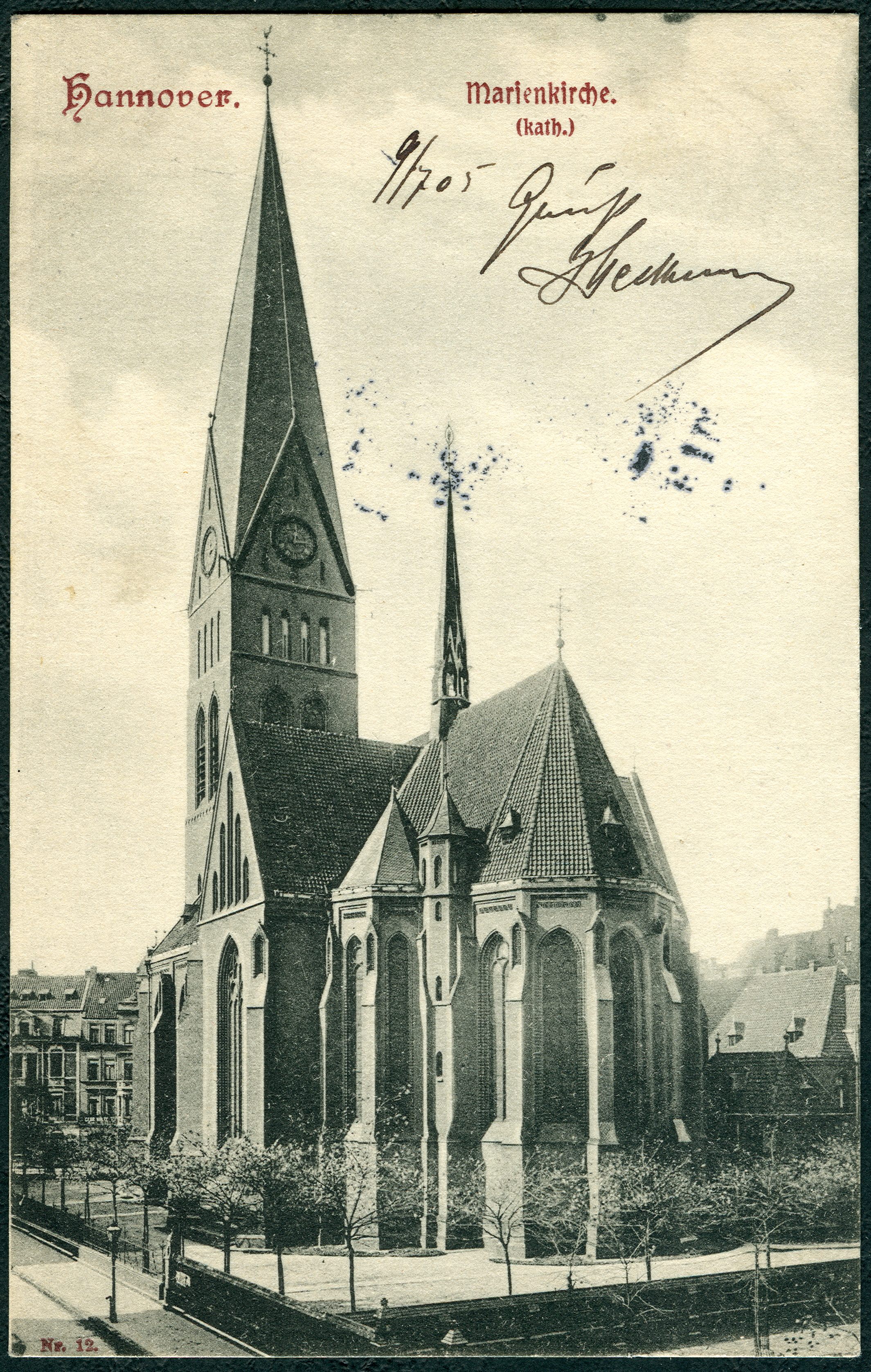
Ansichtskarte Nr. 12 der Marienkirche, anonymer Fotograf, um 1900

St. Marien ist eine römisch-katholische Pfarrkirche in der Nordstadt von Hannover. Die nach Maria (Mutter Jesu) benannte Kirche befindet sich in der Marschnerstraße 30 und gehört zur Pfarrgemeinde St. Maria im Dekanat Hannover des Bistums Hildesheim.

## Geschichte
Die nach Plänen von Christoph Hehl von 1886 bis 1890 in neogotischer Form erbaute Basilika wurde am 20. Mai 1890 von Bischof Daniel Wilhelm Sommerwerck geweiht und war die zweite katholische Kirche Hannovers nach St. Clemens.
An der Entstehung der Marienkirche hatte Ludwig Windthorst wesentlichen Anteil. Er fand 1891 hier seine letzte Ruhestätte. 1913 wurden List, Vahrenwald und die nördlich angrenzenden Vororte als neue Gemeinde St. Joseph aus dem Pfarrgebiet ausgegliedert. 1917–1938 war Wilhelm Maxen Pfarrer an St. Marien. Aus der Mariengemeinde stammte der Priester und Märtyrer Christoph Hackethal († 1942 in Dachau).
Während des Zweiten Weltkriegs wurde die Kirche bei Luftangriffen auf Hannover am 26. Juli 1943, am 9. Oktober 1943, am 30. Januar 1944 und zuletzt am 25. März 1945 von Bomben getroffen und bis auf den Turm zerstört. Wegen Einsturzgefahr mussten die stehen gebliebenen Außenmauern auf polizeiliche Anordnung hin im Frühjahr 1952 abgebrochen werden. Anstelle einer Rekonstruktion entstand 1953/54 ein neuer dreischiffiger Kirchenraum in vereinfachter Form, der 1979 unter der künstlerischen Leitung von Heinrich Gerhard Bücker neu gestaltet wurde.
Die Kirche ist Hauptkirche der am 1. November 2006 durch Fusion neu entstandenen Pfarrgemeinde St. Maria. Die Kirche wird auch vom dort ansässigen Katholischen Internationalen Zentrums Hannover genutzt. Zu der Pfarrgemeinde gehören darüber hinaus die Kirchen St. Adalbert und St. Hedwig. Die ehemals zur Pfarrgemeinde gehörige Kirche St. Christophorus wurde 2019 profaniert.

## Begräbnisstätten
Für die an St. Marien tätigen Pfarrer hat die Gemeinde verschiedene Grabstätten auf dem Neuen St.-Nikolai-Friedhof anlegen lassen.

## Orgel
Die Orgel wurde 1901 von Furtwängler & Hammer mit 85 Registern (inkl. einem Fernwerk) und pneumatischen Trakturen für den Braunschweiger Dom erbaut. Trotz mehrmaliger Prospektumgestaltung behinderte sie immer den Blick auf die Fensterrosette des Doms. 1960 wurde das Instrument im Zuge einer Neugestaltung des Doms nach Hannover verkauft und in der Pfarrkirche St. Maria mit einem von Heinz Wolff entworfenen neuen Prospekt bis 1965 wieder aufgebaut. Das Instrument zählt zu den größten Orgeln Norddeutschlands. Es hat jetzt 73 Register auf drei Manualen und Pedal.
| I Hauptwerk C–g3 |       |
| Prinzipal        | 16′   |
| Bordun           | 16′   |
| Prinzipal        | 8′    |
| Gedackt          | 8′    |
| Gamba            | 8′    |
| Octav            | 4′    |
| Gemshorn         | 4′    |
| Rohrflöte        | 4′    |
| Quinte           | 2 ⁄3′ |
| Octav            | 2′    |
| Spitzflöte       | 2′    |
| Cornett III      | 4′    |
| Großmixtur V-VII | 2 ⁄3′ |
| Mixtur III-V     | 1′    |
| Zimbel II        | 2⁄3′  |
| Trompete         | 16′   |
| Trompete         | 8′    |
| Vox humana       | 8′    |
| Clarine          | 4′    |

| II Schwellwerk C–g3 |        |
| Quintade            | 16′    |
| Prinzipal           | 8′     |
| Rohrflöte           | 8′     |
| Gemshorn            | 8′     |
| Dolce               | 8′     |
| Prinzipal           | 4′     |
| Querflöte           | 4′     |
| Quintade            | 4′     |
| Nasard              | 2 ⁄3′  |
| Octav               | 2′     |
| Nachthorn           | 2′     |
| Quinte              | 1 1⁄3′ |
| Terz                | 1 3⁄5′ |
| Schweizerpfeife     | 1′     |
| Scharf III-IV       | 1 ⁄3′  |
| Dulcian             | 16′    |
| Schalmey            | 8′     |
| Krummhorn           | 8′     |
| Tremulant           |        |

| III Brustwerk C–g3 |       |
| Liebl. Gedackt     | 16′   |
| Gedackt            | 8′    |
| Quintade           | 8′    |
| Holzflöte          | 8′    |
| Salicional         | 8′    |
| Prinzipal          | 4′    |
| Gemshorn           | 4′    |
| Flöte              | 4′    |
| Salicional         | 4′    |
| Prinzipal          | 2′    |
| Blockflöte         | 2′    |
| Quinte             | 1 ⁄3′ |
| Sesquialtera II    |       |
| Zimbel II          | 1⁄2′  |
| Rauschwerk IV      | 1′    |
| Bombarde           | 16′   |
| Helle Trompete     | 8′    |
| Oboe               | 8′    |
| Tremulant          |       |

| Pedal C–f1          |       |
| Prinzipalbass       | 16′   |
| Violonbass          | 16′   |
| Subbass             | 16′   |
| Gedacktbass         | 16′   |
| Oktavbass           | 8′    |
| Bassflöte           | 8′    |
| Octav               | 4′    |
| Quintade            | 4′    |
| Bassflöte           | 4′    |
| Holzflöte           | 2′    |
| Basssesquialtera II |       |
| Pedalmixtur IV      | 2 ⁄3′ |
| Bombarde            | 32′   |
| Posaune             | 16′   |
| Fagott              | 16′   |
| Trompete            | 8′    |
| Clarine             | 4′    |
| Clarine             | 2′    |
| Tremulant           |       |

- Koppeln: II/I, III/I, I/P, II/P, III/P

## Glocken
Im Turm hängt ein vierstimmiges Geläut in der Schlagtonfolge c1–e1–g1–a1, das 1986 von der Eifeler Glockengießerei Mark in Brockscheid gegossen wurde.